# Atletica leggera ai Giochi della VIII Olimpiade - Salto triplo
La competizione del salto triplo di atletica leggera ai Giochi della VIII Olimpiade si tenne il giorno 12 luglio 1924 allo Stadio di Colombes a Parigi.

## L'eccellenza mondiale
| Primatista mondiale    | 15,52 1911 | Daniel Ahearn | Rit. 1921 |
| Primatista europeo     | 15,48 1923 | Vilho Tuulos  | Presente  |
| Campione olimpico 1920 | 14,505     | Vilho Tuulos  | Presente  |

## Risultati

### Turno eliminatorio
Tutti gli iscritti hanno diritto a tre salti. Poi si stila una classifica. I primi sei disputano la finale (tre ulteriori salti).
I sei finalisti si portano dietro i risultati della qualificazione.
| Pos. | Gruppo | Atleta           | Nazione       | Misura |
| ---- | ------ | ---------------- | ------------- | ------ |
| 1    | A      | Luis Brunetto    | Argentina     | 15,425 |
| 2    | B      | Anthony Winter   | Australia     | 15,180 |
| 3    | B      | Folke Janson     | Svezia        | 14,970 |
| 4    | A      | Väinö Rainio     | Finlandia     | 14,940 |
| 5    | B      | Vilho Tuulos     | Finlandia     | 14,840 |
| 6    | A      | Mikio Oda        | Giappone      | 14,350 |
| 7    | A      | Earle Wilson     | Stati Uniti   | 14,235 |
| 8    | A      | Ivar Sahlin      | Svezia        | 14,160 |
| 9    | B      | Merwin Graham    | Stati Uniti   | 14,000 |
| 10   | B      | John O'Connor    | Irlanda       | 13,990 |
| 11   | A      | Willem Peters    | Paesi Bassi   | 13,860 |
| 12   | B      | John Odde        | Gran Bretagna | 13,400 |
| 13   | B      | Jack Higginson   | Gran Bretagna | 13,340 |
| 14   | A      | Philip MacDonald | Canada        | 13,330 |
| 15   | A      | Harold Langley   | Gran Bretagna | 12,740 |
| 16   | B      | Russ Sheppard    | Canada        | 12,720 |
| 17   | B      | Louis Wilhelme   | Francia       | 12,660 |
| 18   | A      | Kiril Petrunov   | Bulgaria      | 12,015 |
| -    | A      | DeHart Hubbard   | Stati Uniti   | NM     |
| -    | A      | André Clayeux    | Francia       | NM     |

### Finale
È presente il campione in carica Vilho Tuulos.

Al quinto salto (secondo di finale) Tuulos scavalca Winter con 15,37 e si porta al secondo posto. All'ultimo turno Anthony Winter riesce a passare davanti a tutti battendo anche il record del mondo di mezzo centimetro.

La gara vive anche un colpo di scena quando l'ultimo salto di Tuulos misurato a 15,72 viene dichiarato nullo, anche se la fascia di battuta è così malridotta da non permettere una sicura identificazione della linea del nullo.
| Pos.    | Atleta         | Età | Nazione   | Misura |
| ------- | -------------- | --- | --------- | ------ |
| Oro     | Anthony Winter | 30  | Australia | 15,525 |
| Argento | Luis Brunetto  | 23  | Argentina | 15,425 |
| Bronzo  | Vilho Tuulos   | 29  | Finlandia | 15,370 |
| 4       | Väinö Rainio   | 28  | Finlandia | 15,010 |
| 5       | Folke Janson   | 27  | Svezia    | 14,970 |
| 6       | Mikio Oda      | 19  | Giappone  | 14,350 |